# Санкош
Санкош (Чанг-Чу) — река, которая берёт исток на севере Бутана и впадает в реку Брахмапутра в штате Ассам в Индии. В Бутане она известна как Пуна-Цанг ниже слияния нескольких притоков в районе города Вангди-Пходранг.
Крупнейшие притоки — Мо-Чу и Танг-Чу, которые сливаются возле города Вангди-Пходранг.
В районе Вангди-Пходранг (высота 1364 м), к реке присоединяется текущая на запад река Данг, и она вступает в ущелье. Шоссе на юг от Вангди-Пходранг к городу Дагана следует за рекой на протяжении своей большей части. В районе города Такшай Санкош сливается с рекой Хара. Последним крупным её притоком в Бутане является река Дага.

## Притоки
- Мо-Чу
  - Замдо-Нанги
    - Канго

  - Тогцеркаги
  - Бахитунг
  - Коина
  - Джолетанг
  - Лепена
- Танг-Чу